# Evolúciós érv a naturalizmussal szemben
Az evolúciós érv a naturalizmussal szemben (angolul: evolutionary argument against naturalism, EAAN) filozófiai érv szerint nem fogadhatjuk el egyszerre az evolúciót és a filozófiai naturalizmust. Az érvet először Alvin Plantinga javasolta 1993-ban. Az EAAN azt állítja, hogy az evolúciós elmélet és a naturalizmus együttes hiedelme önmagát kérdőjelezi meg, mert az érv szerint ha mind az evolúció, mind a naturizmus igaz, akkor a kognitív képességeink megbízhatósága alacsony, ezért nem lehetünk ezek igazában biztosak.

## Az érv fejlődése
Arthur Balfour vetette fel azt az elképzelést, hogy a naturalizmus lerombolja saját igazolását. Később C. S. Lewis népszerűsítette a Csodák című könyv első kiadásában, 1947-ben.  Hasonló érveket fogalmazott meg Richard Taylor a Metaphysics szakirodalomban, valamint Stephen Clark, Richard Purtill és JP Moreland. 2003-ban Victor Reppert hasonló érvet dolgozott ki részletesen CS Lewis "Dangerous Idea, In Defense of the Argument from Reason" című könyvében. A kortárs filozófusok, James Jordan és William Hasker is alkalmaztak hasonló érvelést a fizikai determinizmus ellen.
Plantinga 1993-ban vezette elő a "naturalizmussal szembeni evolúciós érvét". A Warrant and Proper Function c. könyve 12-edik fejezetében Plantinga fejlesztette Lewis ötletét, megalkotva két formális érvet az evolúciós naturalizmussal szemben. Továbbfejlesztette egy nem publikált kéziratban "Naturalism Defated" cím alatt, és a 2000-ben megjelent könyvében Warranted Christian Belief, majd kiterjesztette az elképzelést a 2002-es, James Beilby által szerkesztett Naturalism Defeated? antológiában. Válaszolt számos ellenvetésre a Beilby antológiájában helyet kapó "Reply to Beilby's Cohorts" c. esszéjében.
A 2008-as Knowledge of God írásában Plantinga az érv egy olyan formáját ismertette, mely kizárólag a szemantikai epifenomenalizmusra támaszkodik, nem a korábbi négy kategóriára.
Később 2011-ben Plantinga megismétli az érvet az Ahol tényleg ütközik a tudomány, vallás és naturalizmus c. könyvében.

## Plantinga 1993-as megfogalmazása
Plantinga érve azt igyekszik bizonyítani, hogy a naturalizmus és az evolúció együttesen önmegsemmisítő szemlélethez vezet, mivel ezek feltételezése mellett alacsony vagy értelmezhetetlen annak a valószínűsége, hogy az embernek megbízható kognitív képességei vannak. 
Plantinga szerint megannyi gondolkodó, többek között C. S. Lewis is arra a következtetésre jutott, hogy az evolúciós naturalizmus mélyreható szkepticizmushoz vezet a kognitív képességeinket illetően, mely miatt a hiedelmeink megbízhatatlanok: éppen annyira lehetnek igazak mint hamisak. Azt állítja, hogy "maga Darwin aggodalmait fejezte ki, amikor a következőket írta" egy 1881-ben keltezett levelében:

„Újra és újra felmerül bennem a szörnyű kétely: vajon az alsóbbrendű állatok elméjéből kifejlődött emberi ész hiteinek van-e bármilyen értékük vagy egyáltalában megbízhatóak-e? Bízna-e bárki azokban a nézetekben, amelyeket egy majom agya termelt ki (már ha egyáltalán lennének ebben az agyban bármilyen nézetek)?”

– Charles Darwin, to William Graham 3 July 1881

Levelében Darwin egyetért William Grahammal, hogy a természeti törvények célszerűségre és az abban való hitre utalnak, hogy az Univerzum "nem a véletlen műve", de újra kifejti kétségeit ezen hittel szemben és a kérdést megválaszolhatatlannak látja. Darwin e kételyeit a tudomány hatáskörén kívülinek tartotta, és úgy vélte, a tudomány nagyon is az evolúciósan kialakult elme birodalma. Michael Ruse úgy fogalmazott, hogy "Darwin kétségének" bemutatva, hogy az evolúciós naturalizmus önmagát megkérdőjelező, Plantinga elfelejtette megjegyezni, hogy Darwin egy ízben mentegetőzött, amiért filozófiai kérdésekbe ártja magát, melyekben nem tekintette magát hozzáértőnek. Mások, mint Evan Fales egyetértettek abban, hogy ez az idézet tette lehetővé Planginga számára, hogy az EAAN-ra Darwin Kétsége címmel hívja fel a figyelmet. Ugyanakkor Ruse állításával szemben Plantinga "Darwin Kétségének" nem azt az elképzelést nevezte, mely szerint a naturalizmus és az evolúció együtt önmegkérdőjelező, hanem azt a nézetet, hogy az evolúció és a naturalizmus fényében a kognitív képességeink nem valószínű, hogy megbízhatóak. Plantinga azt állítja, hogy "ez a kétség a naturalisták vagy ateisták számára merül fel, ám azokra nem vonatkozik, akik hisznek Istenben, mivel ha Isten a saját képére teremtett bennünket, akkor még ha valamilyen evolúciós módszereket is alkalmazott a megalkotásunkban, azt akarja, hogy hasonlítsunk rá a tudás képességében; azaz a hiedelmeink annak ellenére is igazak lehetnek, hogy alacsonyabb rendű állatokból fejlődtünk ki."
Plantinga formális megfogalmazása:
- N mint naturalizmus: Az az elképzelés, hogy nem létezik Isteni személy, vagy valamilyen Isten. Tekinthetünk a naturalizmusra, mint egy felturbózott ateizmusra avagy ateizmus-pluszra.[13]
- E mint evolúció: az a hiedelem, hogy az ember a modern evolúciós elmélet szerint fejlődött ki.
- R mint megbízhatóság (reliability): az a feltételezés, hogy a képességeink megbízhatók, ami durván annyit jelent, hogy a kognitív képességeink megbízhatók, mely pedig akkor igaz, ha a felismeréseink nagy része igaz. Plantinga a 72 °F (22 °C)-on megakadt hőmérő hasonlatával él, amelyik egy olyan környezetben van, amelyik speciel éppen 72 °F (22 °C)-os: ez egy olyan berendezés, amelyik nem megbízható.[9]

és azt állítja, hogy az R feltételes valószínűsége adott N és E mellett, röviden P(R|N&E) alacsony.
Plantinga érve azon felismerésből indul ki, hogy a hiedelmeinknek, melyek befolyásolják a viselkedésünket, csak evolúciós következményei vannak. Másképp megfogalmazva a természetes szelekció közvetlenül nem az igaz hiedelmeknek kedvez, hanem az előnyös viselkedésnek. A viselkedés és az elmetartalom kapcsolatának vizsgálatához Plantinga a test-elme interakció elméleteket négy, minden eshetőséget lefedő kategóriába sorolja:
1. epifenomenalizmus, amikor a viselkedést nem a hiedelmek határozzák meg. "Ha a gondolkodás így működik, akkor a hiedelmeinkre nem hat az evolúció, transzparensek evolúciós értelemben, tehát P(R|N&E) alacsony vagy értelmezhetetlen.[21]
2. Szemantikus epifenomenalizmus, amikor a viselkedést okozati viszony fűzi a hiedelmekhez, de nem maga a szemantikus tartalom miatt. Ezen elmélet szerint egy hiedelem valamiféle hosszútávú neurális esemény.[22] E látásmód szerint P(R|N&E) azért lenne alacsony, mert a hiedelmek szemantikus tartalmára nem szelektálna az evolúció, márpedig e szemantikus tartalom határozza meg az igazságértéket.
3. A hiedelmek okozatilag meghatározzák a viselkedést, de maladaptívak. Ez esetben P(R|N&E) azért lenne alacsony, mert az evolúció a megbízhatóság (R) ellen szelektál.
4. A hiedelmek okozatilag meghatározzák a viselkedést, és adaptívak is, de ennek ellenére lehetnek hamisak. Ugyanis a viselkedést a hiedelmek és a vágyak egyaránt határozzák meg, a vágyak hamis hiedelmekhez vezethetnek, és a természetes szelekciónak nincs semmi oka, hogy az igaz, de nem adaptív hiedelmeket előnyben részesítse a hamis de adaptívakkal szemben. Emiatt P(R|N&E) ebben az esetben is alacsony lehet.[23] Plantinga rámutatott, hogy számtalan hiedelem-vágy együttes tehető felelőssé egy adott viselkedési mintáért. Példának hozza, amikor az ősember elmenekül a tigris elől:

Habár Paul talán nagyon rokonszenvez azzal az elképzeléssel, hogy jó dolog, ha megeszi egy tigris, de mégis amikor meglát egyet, mindig elrohan, jobb helyeket keresni, mert nem hisz benne, hogy az őt meglátó tigris megeszi. A hiedelmei tehát tévesek, mégis mindig jó helyre vezetik a testét, segítik a túlélésben. Vagy esetleg a tigrisre úgy tekint, mint egy nagy, barátságos, ölelgetni való cicára és vágyik rá, hogy megdögönyözze, ám abban is hisz, hogy a legjobb módszer arra, hogy babusgassa, ha elfut előle. Világos, hogy számtalan hit-vágy konstelláció létezhet, amelyik egy adott viselkedést megmagyaráz.
Ezek okán Plantinga amellett érvel, hogy az elménk megbízhatóságának valószínűsége kicsi vagy értelmezhetetlen, amennyiben a naturalizmus és az naturalista evolúció egyszerre igaz. Emiatt, ha valaki feltételezi, hogy a naturalista evolúció igaz, maga után vonja annak feltételezését, hogy kis vagy megbecsülhetetlen valószínűséggel van igaza. Ennél fogva  – Plantinga szerint – ismeretelméleti alapon látható, hogy nem hihetünk a naturalista evolúció igazában, és az a feltételezés bizonyul igaznak, hogy a naturalizmus és az evolúció között belső ellentmondás feszül, nem konzisztensek.

## Válaszok

### Fitelson és Sober válasza
Egy 1998-ban megjelent írásában Branden Fitelson (University of California) és Elliott Sober (University of Wisconsin–Madison) bemutatják, hogy Plantinga érvelésében komoly hibák vannak. Plantinga az evolúciós naturalizmust két dologból rakja össze, egyrészt, hogy az emberi kognitív képességek evolúciós mechanizmusok által születtek meg másrészt a naturalizmusból, amit ő egyenlővé tesz az ateizmussal. Plantinga megpróbálta megkérdőjelezni e két dolog összeházasíthatóságát egy kezdő érvvel, hogy ez a kapcsolat valószínűleg hamis, majd a fő érvvel, hogy önmegsemmisítő: azaz, ha valaki elhiszi, abból az következik, hogy fel kell adni e hitét.
Elsőként azt a kritikát fogalmazták meg, hogy Plantinga a Bayesiánus keretrendszert önkényesen kiválasztott kezdő valószínűségekkel látja el, mindenfajta tapasztalati tényre való támaszkodás nélkül, ezzel előre meghatározva az tradicionális teizmus számára kedvező eredményt; majd ezt receptként írta le a természettudományok területén alkalmazott minden nem determinisztikus elmélet helyettesítésére, oly módon, hogy például a kvantummechanika Isten akaratának tűnjék.
A Plantinga által használt R (megbízhatóság) jelölés azon jelentése, hogy a "hiedelmeink nagy többsége igaz" nem képes kezelni sokféle hiedelem kumulált összességét, melyek mindegyikének eltérő a megbízhatósága és más-más a tárgyuk is. Plantinga azt állítja, hogy a tradicionális teista hitek Isten képmását tükrözik vissza, az isteni mindentudóságot, ám a kognitív tudomány felismerte, hogy az emberi gondolkodás elfogult és szisztematikus hibákkal terhelt. A hagyományos teológia (a tudománnyal ellentétben) nem jósolja meg ezen kognitív hibákból eredő megbízhatatlanságot, plusz beleütközik a teológiai problémába, hogy egy mindenható Teremtő miért alkotott ilyen tökéletlent. 
Plantinga leírt egy sor szcenáriót ahogyan a hiedelmek befolyásolhatják az evolúciós sikerességet, de alábecsülte az alacsony valószínűséget, amikor a "megbecsülhetetlen" valószínűség mellett érvel, valamint amikor nem vette figyelembe azon lehetőségeket, amikről nem tudta megmutatni, hogy a hamis hiedelem ugyanannyira adaptív lesz, mint amennyire az alacsony valószínűség alapján állítja. A valószínűségről tett állításai még ha valósak is, ez önmagában nem befolyásolja az evolúcióban való hitet, így Fitelson és Sober szerint észszerűbb elfogadni, hogy az evolúciónak néha valószínűtlen kimenetelei vannak.

### Robbins válasza
A filozófiaprofesszor J. Wesley Robbins (University South Bend) azt állítja, hogy Plantinga érve csak a test-lélek dualista felfogására vonatkozik, a pragmatista felfogásokra nem. Robbins durván annyit állít, hogy a kartéziánus elmebeli hiedelmek kezelhetők úgy, mint amelyeknek nincs köze a testet érő környezeti hatásokhoz, melyek kialakították; a pragmatista megközelítésben azonban az elme másként nem is kezelhető, csak a környezeti hatások produktumaként. Magyarán a pragmatista felfogás szerint nem is léteznek hiedelmek, ha azokat nem alakította ki valamilyen környezeti hatás.

### Megdőlt a naturalizmus?(Naturalism Defeated?)
Ezen cím alatt jelent meg egy esszé 2002-ben, 11 filozófusnak az EEAN-ra adott válaszával. A szerkesztő, James K. Beilby szerint Plantinga állítása "kérdéseket vet fel episztemológusok, elmefilozófusok, evolúcióbiológusok és vallásfilozófusok számára". Az esszé többek között a következő válaszokat tartalmazza:
- William Ramsey amellett érvel, hogy Plantinga "elsiklik a legkézenfekvőbb lehetőség felett . . . azt tisztázandó, hogy az igazság hogyan lehet a hiedelmek olyan tulajdonsága, amely előnyt jelent a kognitív rendszerek számára." Kiemeli továbbá, hogy néhány kognitív képességünk valóban kissé megbízhatatlan, ám ezt E&N jobban képes magyarázni, mint a teizmus.
- Jerry Fodor kifejti, hogy plauzibilis az a történelmi forgatókönyv, mely szerint az agyunkat a természetes szelekció a zömében igaz hiedelmeket kialakító kognitív mechanizmusoknak kedvezve válogatta ki.
- Evan Fales[29] amellett érvel, hogy Plantinga nem mutatta meg, hogy a Neo-Darwinizmus fényében a kognitív képességeink megbízhatatlanok, továbbá kiemeli, "hogyha ebben hibás Plantinga érve, akkor már nem következik, hogy a N&E ellentmondásos rendszert képezne". Továbbá ismerve, hogy az agyunk biológiai értelemben mennyire költséges szerv, elég valószínűtlen, hogy megbízhatatlan racionális képességeink lettek kiszelektálva. Fales úgy fogalmaz, "majd' mindent erre a lapra teszünk fel". Robbinshoz hasonlóan érvel: vegyünk például a hő mentális reprezentációját. Csak akkor nevezhetjük ezt a hő mentális reprezentációjának, amennyiben a fizikai hővel áll kauzális kapcsolatban. Máskülönben ez nem is a hő vagy valami más dolog mentális reprezentációja lenne: "amennyiben a reprezentációk [szemantika] kauzálisan kapcsolódnak a valósághoz az agy szintaktikai struktúráin keresztül, úgy garantált, hogy a szintaxis a szemantikára igazság-megőrző módon képződik le."[30]E válasz egyenesen szembe megy Plantinga azon elképzelésével, mely szerint az természetes szelekció téves hiedelmeknek kedvezhetne.
- Michael Bergmann szerint Thomas Reid elegendő anyagot szolgáltatott a naturalizmus "Reidi" védelméhez az EEAN ellen.
- Ernest Sosa vitatta a Descartes-i episztemológia egyes vonásait, mondván, hogy "a körkörösség problémája merül fel, attól függően, hogy racionálisan, ill. a tudásunkra alapozva miként fogjuk fel a saját episztemológiai képességeinkről szóló [episztemológiailag kedvező] látásmódot", jóllehet "ezen problémák nem kizárólag a naturalizmust érintik."
- James Van Cleve azt mondja, hogy még ha a P valószínűségi tézis igaz is, az nem feltétlenül szolgáltat cáfolhatatlan ellenérvet R ellen, de ha még lenne is R-t cáfoló érv, abból nem következik, hogy minden R hiedelmünk megbízhatósága meg lenne cáfolva.
- Richard Otte úgy gondolja, hogy Plantinga érve "figyelmen kívül hagy tényeket, melyek a hiedelmeink megbízhatósága (R) mellett szólnak."
- William Talbott amellett áll, hogy "Plantinga félreértette az undercutting defaterek érvelésben betöltött szerepét."
- Trenton Merricks úgy fogalmaz, hogy "általánosságban az alacsony vagy bizonytalan feltételes valószínűségek nem használhatók, mint cáfolat."
- William Alston amellett érvel, hogy a P(R|N&E) alacsony mivoltáról szóló állítás igen gyenge lábakon áll; ha viszont nem alacsony, hanem bizonytalan ez a valószínűség, akkor nem világos, hogy miképp lenne képes a N&R releváns cáfolata (defeater) lenni.

A Naturalism Defeated?-ben helyet kaptak a kritikai megjegyzéseken túl Plantinga válaszai is, mind az itt felhozott ellenérvekre, mind Fitelson és Sober ellenvetésére:
- Plantinga kifejti a racionalitás defeater fogalmát az ő elmélete keretei között, ahol megkülönbözteti a Hume-i defeatereket és a tisztán aletikus (szükségszerú/lehetetlen/lehetséges/nem-szükségszerű) defeatereket, azt sugallva, hogy a naturalista továbbra is felteheti a kognitív képességei megbízhatóságát (R), "de (ha tekintettel van a helyzetre), akkor elég szomorú, de azt kell gondolnia, hogy e feltételezése nem igaz."[31]
- Plantinga amellett száll síkra, hogy a szemantikus epifenomenalizmus nagyon valószínű N&E esetén, mivel, ha a materializmus igaz, akkor a hiedelmek semmi mások, mint neurofiziológiai események, melyek propozíciós tartalmuk aligha tud szerepet játszani az események kauzális láncolatában.[32] Azt is állítja továbbá, hogy a kognitív megismerés megbízhatóságához a hiedelmek túlnyomó többségének kell igaznak lennie, márpedig az a folyamat, amely csak az 1/2 valószínűség körüli megbízhatóságú hiteket képes kitermelni, elenyésző az esélye, hogy végeredményben mondjuk 1000 hiedelemnek 75%-a igaz legyen.
- A kondicionálási probléma témában Plantinga azt a lehetőséget tárgyalja, hogy N+, tehát a "Naturalizmus plusz R" lehet egy alapvető hiedelem, ezzel kivédve az R cáfolatát. Szerinte ez a megoldás nem működik általánosan, hiszen ekkor minden defeater automatikusan aláaknázható lenne, bevezetve a "defeater-elhárító fogalmát [33] " és vizsgálja a feltételeket, amikor egy defeater-elhárító egyáltalán érvényes lehet.
- Plantinga úgy összegzi, hogy az ellenvetések kihívást jelentenek az EAAN számára, de léteznek rájuk sikeres válaszok.

### Ruse válasza
A tudományfilozófus Michael Ruse a The Cultures of Creationism c. könyvében a 'Az új kreacionizmus: filozófiai dimenziói' fejezet alatt tárgyalja az EAAN-t. A következőket fogalmazza meg:
- Az EAAN egybemossa a metodológiai és a metafizikai naturalimzust.[34]
- "Szét kell választanunk, amit Plantinga elmaszatol": "a világ, amit valamilyen értelemben fel tudunk fedezni", és a "világ, valamilyen abszolút értelemben – metafizikai értelemben, ha úgy tetszik". Majd "amint ezen szétválasztást megtesszük, Plantinga naturalizmuscáfolata nem fenyeget többé."[35]
- "Való igaz, hogy az az élőlényeket néha megtéveszti a világ megjelenése, és ez alól az ember sem kivétel. Néha szisztematikus szisztematikusak félreértéseink, amit a pszichológiában már alapfokon ékes demonstrációk mutatnak. Sőt, az evolúció gyakran jó okokat szolgáltat arra, miért vagyunk becsapva." Valóban vannak az evolúcióra visszavezethető tévedéseink, illúzióink, melyek rögtön kiderülnek, ha biztos pontokhoz viszonyítunk, de a Plantinga által elképzelt megtévesztések, hogy ti. mindannyian folyamatosan téveszmékben élünk, "az nem az, ahogy az evolúciósan kialakuló csalatkozások működnek".[35] Megjegyzi továbbá, hogy Plantinga gondolatmenetében zűrzavar van a világgal kapcsolatban, ahogy mi azt ismerjük, és ahogy az megragadhat valamilyen végső megismerés útján, de "ha mi mindnyájan egy illúzióban élünk, akkor azt nincs értelme illúziónak tekinteni, ha nincsenek a valóságban biztos eligazodási pontok, melyekre az ítéleteinket alapozhatnánk."[36]

Ruse az EAAN-nal kapcsolatban következő a konklúzióra jut:
Őszintén szólva, még ha Plantinga EAAN érve működne is, én továbbra is tudni szeretném, meddig terjed a teizmus (és a teizmus melyik formáját kell követni), és honnantól kellene a tudománynak átvettni a szót. Arról van-e szó, hogy az evolúció szükségképpen működésképtelen, vagy csak nem tökéletes, de egy másik, Isten-teremtette világban működhetne is, és ha igen, hogyan? Plantinga nyilvánvalóan nem mutatta meg, hogy a hívőnek kreacionistának kell legyen, jóllehet az ő hite kreacionista.

## C. S. Lewis megfogalmazása
Tegyük fel, hogy semmilyen intelligencia nem áll az univerzum mögött, semmi alkotó elme. Ebben az esetben az agyamat senki sem tervezte gondolkodásra. A gondolataim csupán melléktermékei a koponyámban lejátszódó, az atomok elrendeződését alakítgató fizikai és kémiai reakcióknak. Ám, ha így van, miképp bízhatok a saját gondolataimban, hogy azok igazak? Ez olyan, mint kilöttyinteni egy bögre tejet, arra számítva, hogy a szétfröcskölt mintázat London térképét rajzolja ki. És, ha nem bízhatok meg a saját gondolkodásomban, akkor az érvelésnek sem hihetek, amely elvezet az ateizmushoz, emiatt nincs okom ateistának vagy effélének lenni. Ha nem hiszek Istenben, nem hihetek a gondolataimnak, így tehát a gondolataim sosem vezethetnek arra, hogy ne higgyek Istenben.

## Plantinga 2008-as megfogalmazása
A 2008-ban megjelent Knowledge of God c. publikációjában Plantinga az EAAN egy olyan megfogalmazását ismertette, mely kizárólag a szemantikus epifenomenalizmusra összpontosít, az eredeti négy kategóriába sorolás helyett.
Plantinga azt állítja, hogy materialista szempontból a hit egy neurális esemény. Ezt feltételezve a hitnek két tulajdonságcsoportja van:
- elektrokémiai vagy neurofiziológiai tulajdonságok (röviden NP)
- és az a tulajdonsága, hogy van tartalma (Egy p-ben való hit, ahol a 'p' egy propozíció).

Plantinga úgy gondolja, hogy az ideáink NP tulajdonságok története: efféle struktúrák apró lépésekben kell létrejöjjenek, amikor is minden kis lépésnek hasznosnak kell bizonyulnia a létért való küzdelemben. Majd felteszi a kérdést, hogy egy hiedelem tartalma miképp jön a képbe: "Miképpen asszociálódik [a tartalom] egy adott propozícióval?"
Szerinte két elméletet kínálnak a materialisták erre a kérdésre: az első szerint a tartalom szuperveniál az NP tulajdonságokon; a második szerint a tartalom redukálható az NP tulajdonságokra. (Megjegyzi, hogyha a tartalom tulajdonság redukálható NP tulajdonságokra, akkor is szuperveniálnak rajtuk.)
E két elméletről a következőket mondja:
- Redukálhatóság: a hit az NP tulajdonságok konjunkcióinak diszjunkciója.
- Erős szupervenca (S+): bármely lehetséges W és W* világban, és bármely S és S* struktúra esetén, ha S azonos NP tulajdonságokkal rendelkezik W-ben, mint az S* a W*-ban, akkor az S ugyanazon tartalmat testesíti meg W-ban, mint S* W*-ban. A szupervencia lehet logikai vagy nominális.

Plantinga amellett érvel, hogy a hitet alkotó neurális struktúráknak a következő módon van tartalmuk: "A komplexitás egy bizonyos szintje felett e neurális struktúrák tartalmat kezdenek tükrözni. Talán ez fokozatosan alakul ki, már egészen a kezdetektől indulva (lehet, hogy a Caenorhabditis elegans [egy apró féreg, melynek az idegrendszere csupán néhány neuronból áll] már megtestesíti az öntudat legapróbb csíráját, a tartalom legelső jeleit), vagy lehet, hogy csak sokkal később hirtelen jelenik csak meg; de ennek nincs jelentősége. Ami itt a lényeges, hogy a neurális struktúrák egy bizonyos komplexitása felett megjelenik a tartalom. Ez igaz akkor is, ha ha tartalom tulajdonságok NP tulajdonságokra redukálhatók, és akkor is, ha szuperveniálnak azokon."
A materializmus fényében tehát némely neurális struktúra, bizonyos komplexitás felett hitté válik. Plantinga szerint ekkor a kérdés: "mi a valószínűsége, a materializmusból kiindulva, hogy a tartalom, ami így megjelenik igaz?"
Ez a megközelítés váltotta fel az érv korábbi változatának első pontját.

## Eliminativista materialista kritika
Az EAAN arra épít, hogy a naturalizmus szerint az evolúciónak az élőlények hiteken és vágyain alapuló mentális állapotokon alapulva kell működjön, hogy megbízható kognitív képességekkel rendelkező agyat produkáljon. Az eliminativista materializmus szerint viszont a hitek és vágyak és további mentális állapotok nem írhatók le a naturalizmus fényében, merthogy nem is léteznek. Ennek fényében kérdéses, hogy az EAAN jelent-e bármilyen kihívást a naturalizmus azon koncepciójának, mely elfogadja az eliminativista materializmust, mint az emberi értelem korrekt tudományos megokolását.

## EAAN, az értelmes tervezettség (ID) és a teista evolúció
Michael Ruse EAAN elemzésében úgy látja, hogy Plantinga hisz az evolúciót megkérdőjelező értelmes tervezettségben, amelynek Phillip E. Johnson a szószólója, és meggyőzte Johnson Darwin on Trial c. könyve. Ruse szerint Plantinga továbbvitte Johnson konfliktus elméletét [tudomány és vallás között], mivel úgy látja, hogy nem csupán a naturalista és teista filozófusok ütközéséről van szó, hanem maga a teizmus filozófiáját látja támadva a se nem koherens, se nem konzisztens naturalizmus által.
Plantinga kijelenti, hogy az EAAN nem az "evolúcióelmélet, vagy az ember majomszerű ősöktől vagy hasonlóktól való leszármazásának" mond ellent. Hozzáteszi, hogy az EAAN által megjelenített problémák nem jelentkeznek a teista evolúcióelmélettel szemben, s több módot felvázol, ahogyan a teizmus és a modern evolúcióelmélet összeegyeztethető.
James Beilby a Naturalism Defeated? antológiája előszavában azt írja: "Félreértés lenne Plantinga érvét általában az evolúció elleni érvnek felfogni, vagy konkrétan az elleni érvnek, hogy az emberi primitívebb életformákból alakult ki. Az érv ehelyett arra mutat rá, hogy problémás tagadni a teremtő isteni lény létezését."

## Kritikai összefoglaló
- Nincs okunk feltenni, hogy a hiedelmek hasznossága és igazságtartalma között kevés vagy semennyi összefüggés sincs. Ha látunk egy almafát érett almákkal, akkor az a hiedelem, hogy ez egy almafa érett almákkal, egyszerre hasznos és igaz.
- A darwini idézet a kontextusból kiragadott, félreértett. Ez apróságnak tűnhet, ám rámutat, hogy Plantinga összemossa a hiedelmeket. Az idézett szakaszban Darwin nem azt állítja, hogy az evolúció a tudás minden formáját megkérdőjelezi, hanem arról ír, hogy kétkedővé vált a megismerés egyes területein, mint pl. a metafizika.[45] Sok más gondolkodó ezen nyomon elindulva jutott el oda, hogy az emberi elme a közvetlenül őt körülvevő környezethez adaptálódott, így ezen világról szóló hiedelmei megbízhatóbbak lesznek, mint máshol, pl. a mikro és makro összefüggések birodalmában: az érett almákkal teli fáról alkotott hiedelmünk sokkal megbízhatóbb és világosabb lesz, mint a részecskefizikában és az univerzumról meglévő intuícióink, sőt esetenként az intuíciónk egyenesen ellentmond a modern műszerekkel szerzett tapasztalatainknak, melyekhez nem adaptálódtunk az evolúció során.[46] Megemlítendő Branden Fitelson és Elliott Sober érve, mely szerint a hiedelmeinknek csak egy nem elhanyagolható részének kell igaznak lennie ahhoz, hogy Plantinga érve semmis legyen.[47]
- Plantinga nem vesz tudomást róla, hogy tudósok és filozófusok már rég felismerték és figyelembe veszik a racionális gondolkodást eltérítő kognitív torzításokat, melyek bárkit félrevezethetnek. Éppen ezek kivédését tartja szem előtt a tudományos módszertan. Bár a kognitív torzítások egyéni szinten fel nem számolhatók, közösségileg és tudatosítva őket kritikai gondolkodással annyira csökkenthető a befolyásuk, hogy még olyan, az intuíciónak ellentmondó területeken is sikereket érünk el, mint a kvantummechanika. A gondolkodásunk megbízhatatlanságát kivédeni igyekvő tudományos módszertan megszületett már Plantinga érve előtt.[46][48]
- Ha a megismerési képességünk valamilyen természetfeletti forráson alapul (amit Plantinga javasol a naturalizmussal szemben), akkor felvetődik a kérdés, hogyan hihetünk egy ilyen erőnek? Csupán a természetfeletti jelleg nem elegendő alap ahhoz, hogy megbízzunk benne – elég csak gonosz koboldokra vagy a sátánra gondolni. (Megfogalmazható az érv a természetfelettivel szemben is, mely a naturalizmussal szembeni érv másolata: a hiedelmeink természetfelettire való alapozása nem az okot arra, hogy higgyünk bennük. Éppen a természetfeletti hatalom nagysága, mely kételyeket támaszt, végtére is ő hozta létre az evolúcióra utaló összes bizonyítékot és alkotta meg az emberi gondolkodást olyanra, hogy az evolúció elmélete plauzibilis legyen számunkra.)